# Казе Мантесо (Тревизо)
Казе Мантесо је насеље у Италији у округу Тревизо, региону Венето.
Према процени из 2011. у насељу је живело 26 становника. Насеље се налази на надморској висини од 78 м.